# Prosigk
Prosigk is een plaats en voormalige gemeente in de Duitse deelstaat Saksen-Anhalt, en maakt deel uit van de Landkreis Anhalt-Bitterfeld.
Prosigk telt 778 inwoners.

## Geboren
- Johann Friedrich Naumann (1780-1857), ornitholoog